# Gruppo A
In relazione agli sport automobilistici gestiti dalla FIA, il Gruppo A - definito "vetture da turismo di grande produzione" - comprende auto che derivano, con una serie di modifiche, dalla produzione di serie.
Contrariamente al Gruppo B e al Gruppo C entrambi di breve durata, il Gruppo A fa riferimento ai veicoli derivati dalla produzione di serie limitati in termini di potenza, peso, tecnologia permessa ed il costo generale. La costituzione di codesta categoria ha come scopo di consentire l'ingresso di numerosi piloti privati nelle corse.
Il Gruppo A fu introdotto dalla FIA nel 1982 per sostituire il precedente Gruppo 2 come "automobili da turismo modificate", come il Gruppo N sostituì il Gruppo 1 come "automobili da turismo standard".

## Omologazione

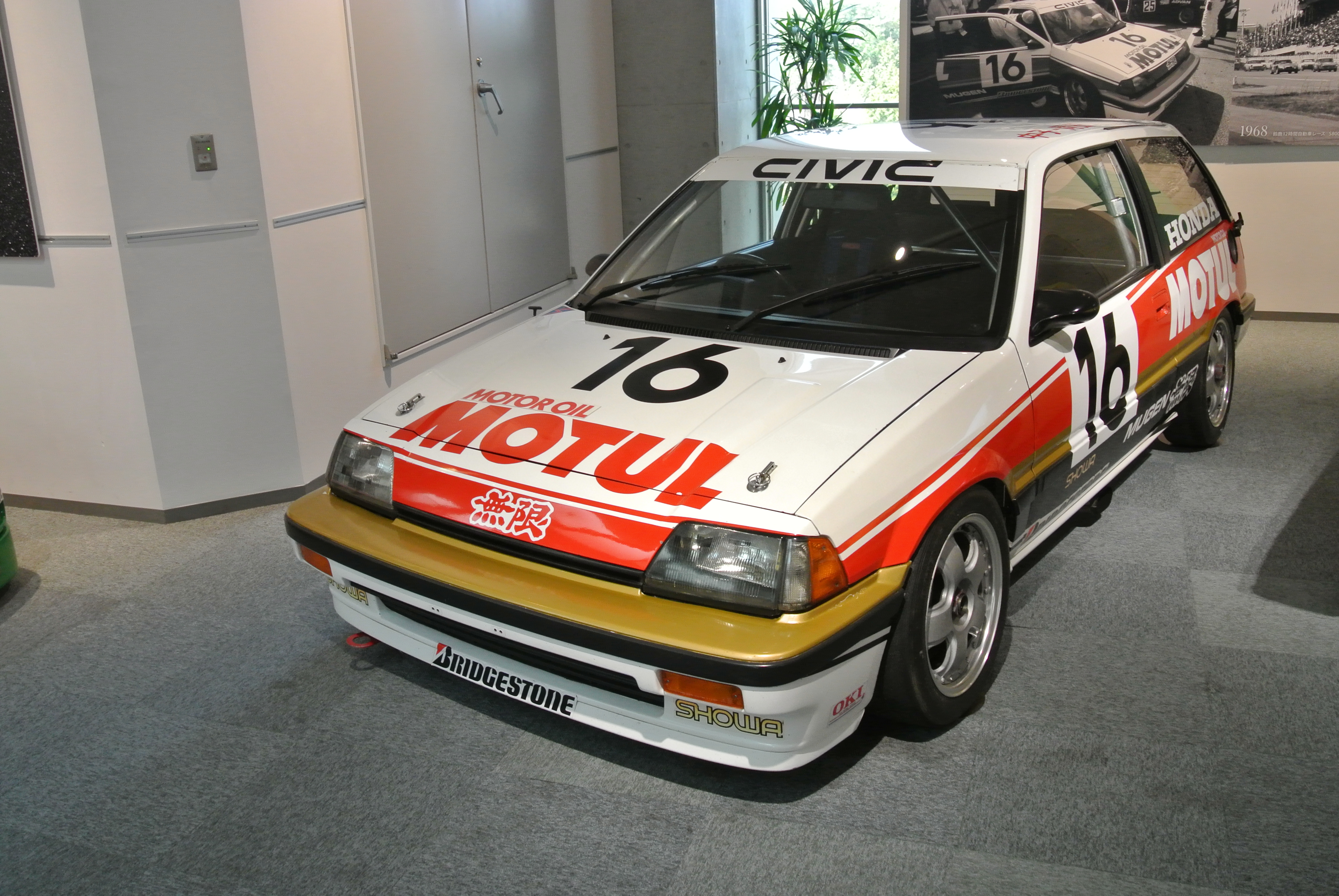
Una Honda Civic Gruppo A da turismo

Per ottenere l'omologazione devono essere costruite nell'arco di 12 mesi consecutivi almeno 2500 esemplari interamente identici del modello da corsa su 25.000 dell'intera gamma del modello stesso (per esempio: 2500 Subaru Impreza WRX STi su 25.000 Subaru Impreza). Quando fu creato, era previsto invece di costruire almeno 5000 esemplari in un anno della versione oggetto dell'omologazione; esempio 5000 Lancia Delta 4WD, costruite tra il 1985 e il 1986, limite successivamente abbassato a 2500 senza l'obbligo di appartenere a una gamma di 25000 che iniziò con il passaggio alla classe WRC nel 1997.

## Campionati Turismo

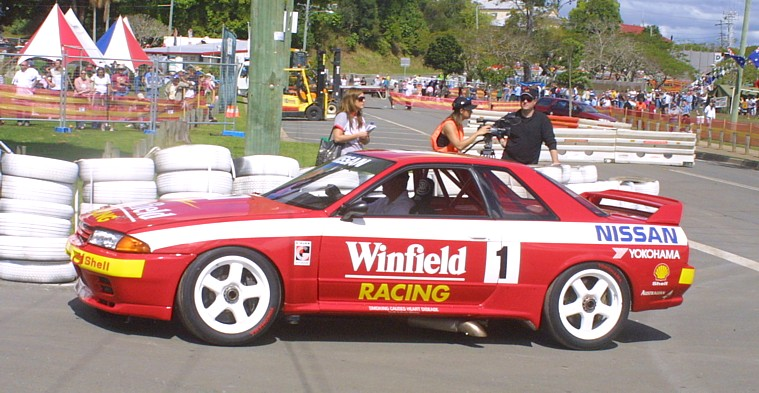
Una Nissan Skyline GT-R Gruppo A da turismo

Nelle competizioni per vetture turismo, il Gruppo A era suddiviso in tre classi: Divisione 3 - per vetture con cilindrate oltre i 2.500 cm³, Divisione 2 - per le vetture con motori con cilindrate da 1.600 cm³ a 2.500 cm³, Divisione 1 - per le vetture con cilindrata inferiore ai 1.600 cm³. Queste automobili correvano con la carrozzerie e telaio standard essendo delle derivate di serie, perciò i costruttori realizzarono vetture stradali sempre più prestazionali per esserlo di conseguenza anche in pista. Le più competitive Gruppo A turismo sono state la Audi V8 Quattro, la BMW M3, la Ford Sierra RS Cosworth, la Mercedes 190E 16v e la Nissan Skyline GT-R.
Solo per la pista e non per i rally era ammessa l'omologazione di una versione evoluzione purché prodotta in 500 esemplari aggiuntivi. Fu il caso della Ford Sierra Cosworth RS500.
Il Gruppo A non è più stato utilizzato nei campionati nazionali turismo a partire dal 1994, quando in Germania il Deutsche Tourenwagen Meisterschaft (DTM) passò ad una nuova formula (D1), mentre in Giappone seguendo la strada intrapresa dagli altri paesi venne scelta la regolamentazione Superturismo (o "D2"). Al giorno d'oggi nelle competizioni di gare in salita e turismo su pista in Europa, si utilizza ancora il regolamento Gruppo A.

## Rally

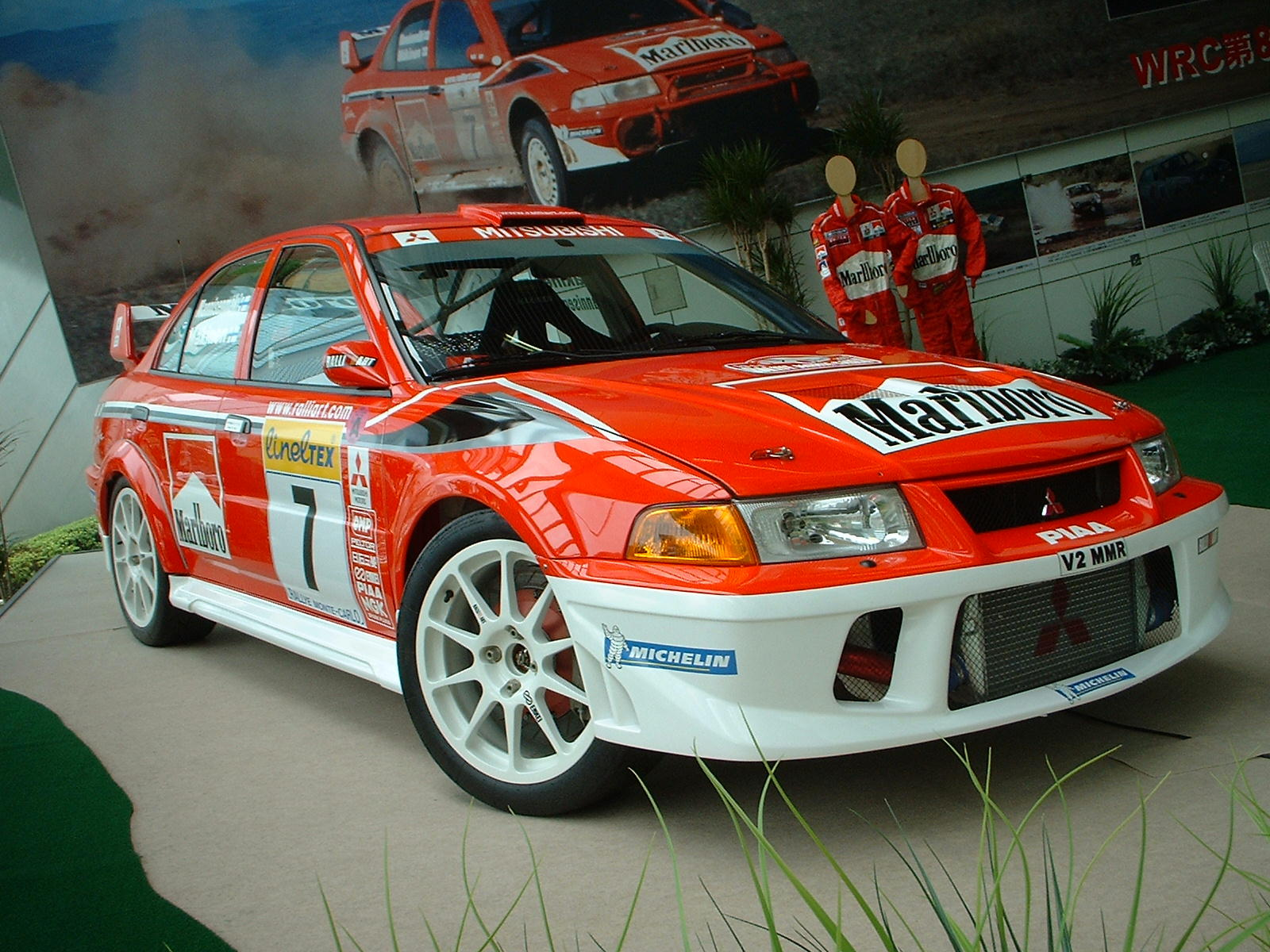
Una Mitsubishi Lancer Evolution Gruppo A da rally

Nel Campionato Mondiale Rally nella categoria Gruppo A, gareggiavano versioni modificate in chiave sportiva di normali autovetture di serie, spesso dotate di turbocompressore, quattro ruote motrici, la più importante e vincente in assoluto è stata la Lancia Delta Integrale, seguita dalla Toyota Celica GT-Four (e la sua erede la Toyota Celica Turbo 4WD), la Ford Escort Cosworth, la Subaru Impreza WRX e la Mitsubishi Lancer Evolution.  Sono auto con il massimo livello di preparazione possibile poiché sono consentite ampie modifiche agli organi meccanici, sia per ciò che concerne i materiali che le dimensioni degli stessi, le sospensioni vengono modificate e assieme agli pneumatici sono specifiche per ogni tipo di fondo stradale a seconda che si corra su strade asfaltate, terra, pietraie o ghiaccio. Il regolamento di Gruppo A era ancora alla base della maggior parte dei rally che si svolgevano nel mondo sino al 2008, quando la Federazione Internazionale dell'Automobile istituì il gruppo R.
Sul finire degli anni novanta, la FIA per incentivare l'ingresso dei costruttori nei rally, spesso restii per motivi di bilancio a produrre le 2.500 vetture speciali solo per l'omologazione, decise di dar vita a due varianti di questo gruppo, le "WRC" e le "KIT": da allora le prime sono divenute le regine della categoria grazie al fatto che consentono un livello di preparazione ancora più sofisticato. Il vantaggio è innegabile, in quanto un costruttore può dotare una normale automobile di turbocompressore, quattro ruote motrici anche se non presente nel modello stradale, carreggiate e carrozzerie allargate, costruendo quindi pochi telai destinati esclusivamente alle competizioni. Le Kit car, nonostante sia stato istituito un titolo mondiale a loro dedicato, non hanno riscosso molta partecipazione da parte dei costruttori, per lo più impegnati a schierare le loro vetture nei campionati nazionali.
Nell'ambito del mondiale rally, l'ultima vettura di Gruppo A omologata in base alla produzione di serie a gareggiare è stata la Mitsubishi Lancer Evolution VI, dopodiché anche la Mitsubishi realizzò una WRC.
Il Gruppo A si divide in quattro classi basate sulla cilindrata delle vetture:
- A0, per vetture fino a 1100 cm³ di cilindrata; esempio Fiat Seicento Sporting circa 100 cavalli;
- A5, per vetture fino a 1400 cm³ di cilindrata; esempio Peugeot 106 Rallye 1.3 circa 135 cavalli;
- A6, per vetture fino a 1600 cm³ di cilindrata; esempio Citroen Saxo VTS circa 185 cavalli;
- A7, per vetture fino a 2000 cm³ di cilindrata; esempio Vauxhall Astra GSi circa 225 cavalli;
- A8, per vetture oltre i 2000 cm³ di cilindrata. esempio Toyota Celica Gt-Four ST205 circa 335 cavalli. Dal 1997 in questa classe vennero inserite anche le nuove World Rally Car, vetture progettate appositamente per competere nel mondiale rally.

Nella preparazione di una vettura in Gruppo A è permesso tutto quello presente nel regolamento Gruppo N più alcune deroghe. L'unità motrice è molto più elaborata rispetto al Gruppo N ma deve mantenere la stessa cilindrata e lo stesso tipo di aspirazione del modello stradale. La trazione deve rimanere quella del modello stradale così come la carrozzeria. Il cambio può essere sostituito con uno sequenziale meccanico non sincronizzato e il numero di rapporti può essere variato. I freni possono essere maggiorati nelle dimensioni. La misura dei cerchi può essere aumentata o diminuita di 2 pollici rispetto al modello di serie. Le vetture turbo possono montare l'ALS (Anti-Lag Sistem).